# Metacrinus nodosus
Metacrinus nodosus är en sjöliljeart som beskrevs av Carpenter 1884. Metacrinus nodosus ingår i släktet Metacrinus och familjen Pentacrinitidae. Inga underarter finns listade i Catalogue of Life.